# Amblyseius neorykei
Amblyseius neorykei är en spindeldjursart som beskrevs av Gupta 1977. Amblyseius neorykei ingår i släktet Amblyseius och familjen Phytoseiidae. Inga underarter finns listade i Catalogue of Life.